# Puebla de Vícar
La Puebla de Vícar es una localidad española perteneciente al municipio de Vícar, en la provincia de Almería, comunidad autónoma de Andalucía. Está situada en la parte oriental de la comarca del Poniente Almeriense. Se encuentra situada a una altitud de 78 metros y a unos 22 kilómetros de la capital de provincia, Almería.

## Geografía
La localidad de La Puebla de Vícar se encuentra próxima al mar Mediterráneo, limita al norte con la Sierra de Gádor, al sur con el término municipal de Roquetas de Mar, al este con El Parador y Aguadulce; y al oeste con la Venta del Viso.
La Puebla de Vícar (con 5399 habitantes y donde se encuentra la sede administrativa municipal del municipio) junto con La Gangosa (con casi 10000 habitantes) conforman casi las dos terceras partes de la población de Vícar que asciende a 28505 habitantes según el INE en 2024. 
Cabe destacar también la Villa de Vícar (llamado Vícar Pueblo), remarcable por ser un pueblo típico de la Alpujarra, por su historia, y por mantener la capitalidad del municipio y La Envía Golf, zona turística del municipio, que cuenta con campo de golf y el primer hotel-balneario de 5 estrellas de la provincia de Almería.

## Educación
La localidad de Puebla de Vícar cuenta con el instituto de educación secundaria plurilingüe inglés y francés, de formación profesional presidencial en el que se dispone de educación para adultos IES La Puebla en la calle Platón y el centro de educación infantil y primaria Virgen de la Paz en la calle Escuelas S/N.

## Transportes
En cuanto a la red de carreteras la localidad cuenta con un fácil acceso a la autovía del Mediterráneo (A-7) situada al norte la que comunica La Puebla de Vícar con el resto e la provincia. Cabe destacar también la N-340a que atraviesa la localidad comunicándola por el oeste con El Ejido y por el este con la capital pasando por La Gangosa y Aguadulce entre otras. Además, la localidad se encuentra 25 km del Aeropuerto de Almería, a 15 km del puerto de la capital y a 16 km de la Estación de ferrocarril de Almería.